# Rouvreux
Rouvreux is een dorp in de Belgische provincie Luik en een deelgemeente van Sprimont. Tot 1 januari 1977 was het een zelfstandige gemeente. In de deelgemeente ligt ook het gehucht Florzé.

## Geschiedenis
Tot de opheffing van het hertogdom Limburg hoorde Rouvreux tot de Limburgse hoogbank Sprimont. Net als de rest van het hertogdom werd Rouvreux bij de annexatie van de Zuidelijke Nederlanden door de Franse Republiek in 1795 opgenomen in het toen gevormde departement Ourthe.
De gemeente Rouvreux ontstond in 1886 uit stukken grondgebied dat werd afgesplitst van de gemeenten Sprimont en Aywaille.
Bij de gemeentelijke fusies van 1977 werd Rouvreux een deelgemeente van Sprimont. De gehuchtjes Amblève en Martinrive werden naar Aywaille overgeheveld.

## Demografische ontwikkeling
- Bronnen:NIS, Opm:1831 tot en met 1970=volkstellingen, 1976= inwoneraantal op 31 december

## Geboren in Rouvreux
- Eugène Dodeigne (1923-2015), beeldhouwer

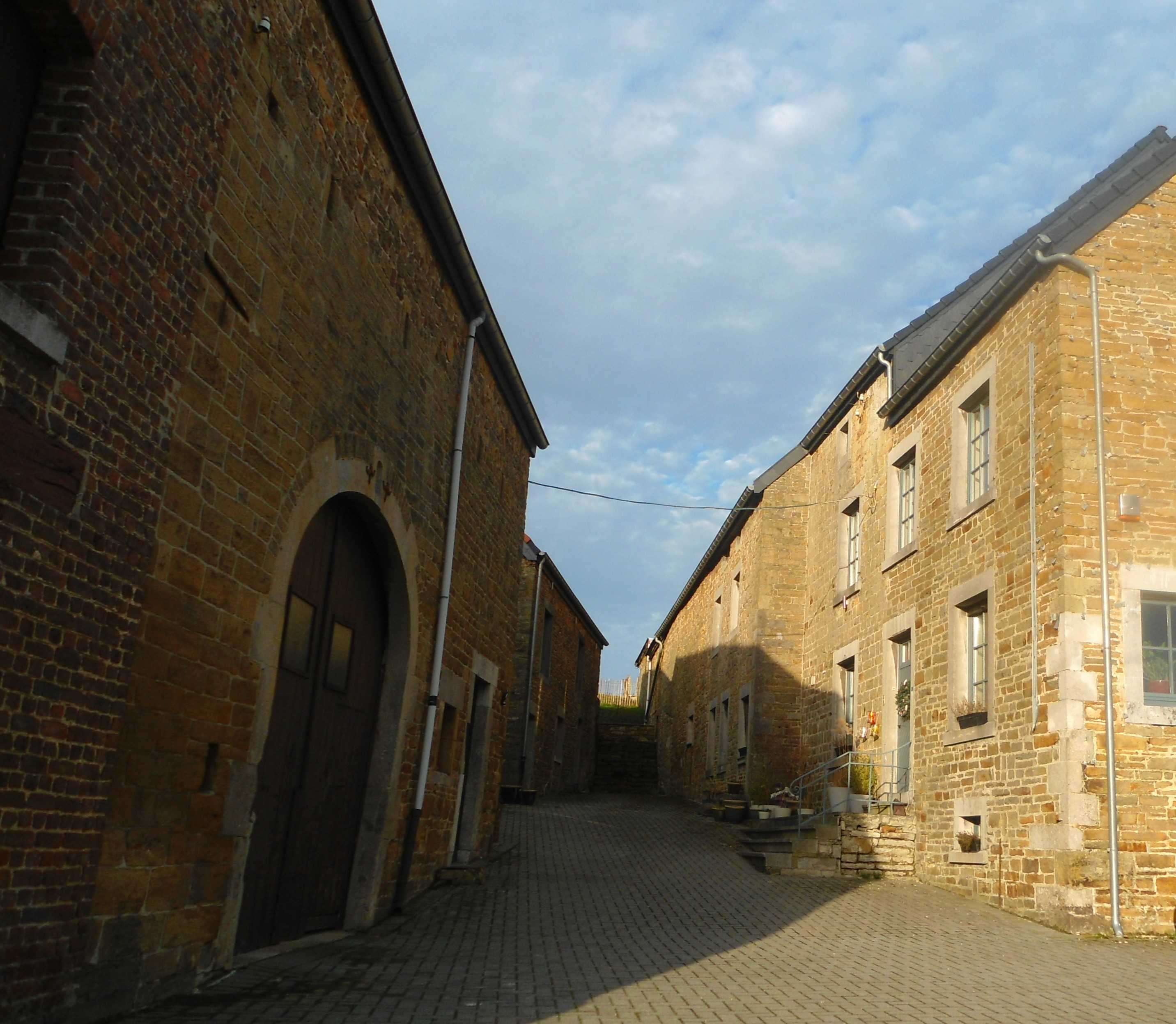

Deelgemeenten: Dolembreux · Gomzé-Andoumont · Louveigné · Rouvreux · Sprimont

Overige kernen: Andoumont · Damré · Florzé · Gomzé · Lincé · Ogné · Presseux · Rivage

Belgische gemeenten · arrondissement Verviers · provincie Luik · Wallonië